# 온혈동물

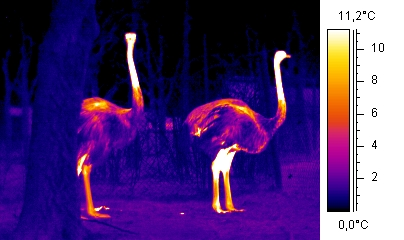

온혈동물(溫血動物, homeotherm)은 물질대사를 통해 일정한 체온을 유지하는 동물을 말한다. 항온동물(恒溫動物) 또는 정온동물(定溫動物)이라고도 한다. 냉혈동물에 비해 추위를 잘 견디도록 특화되어 있으며 이 때문에 온혈동물은 대부분 몸에 털이 나 있다. 모든 새와 포유류는 정온동물이며, 깃털이 있어 체온을 일정하게 유지할 수 있다

## 같이 보기
- 기후